# دومبرخ
دومبرخ (به لاتین: Domburg) یک منطقهٔ مسکونی در سورینام است که در ناحیه وانیکا واقع شده‌است. دومبرخ ۳۷ کیلومتر مربع مساحت و ۵٬۶۶۱ نفر جمعیت دارد و ۵ متر بالاتر از سطح دریا واقع شده‌است.